# Lowell Liebermann
Lowell Lieberman (Nueva York, 22 de febrero de 1961) es un compositor, pianista y director de orquesta estadounidense.

## Biografía
Lowell Lieberman nació el 22 de febrero de 1961 en la ciudad estadounidense de Nueva York. Cuando tenía 16 años interpretó en el Carnegie Hall su "Sonata para piano op. 1". Después estudió en la Academia Juilliard con David Diamond y Vincent Persichetti, obteniendo el graduado, máster y doctorado. 
Sus obras combinan elementos de la tonalidad tradicional y estructura con muchas armonías arriesgadas. Entre las más exitosas se encuentran "Sonata para flauta y piano" de 1987, "Gargoyles" (Gárgolas) para piano de 1989 y "Concierto para flauta y orquesta" de 1992. Otras obras destacadas son una sonata para flauta y guitarra de 1988, cuatro sonatas para violonchelo (la más reciente de 2008), el segundo concierto para piano de 1992, la ópera "El retrato de Dorian Gray" (1996), una segunda sinfonía (2000), un concierto para trompeta (2000), un concierto para violín (2001), "Rapsodia sobre un tema de Paganini" para piano y orquesta (2001) y la ópera de "Miss Lonelyhearts" (2006) que fue encargada como parte de las festividades que formaron el centenario de la Academia Juilliard.